# Glenn Ashby Davis
Glenn Ashby "Jeep" Davis, född 12 september 1934 i Wellsburg, West Virginia, död 28 januari 2009 i Barberton, Ohio, var en amerikansk före detta friidrottare. Han tävlade framför allt på 400 meter häck. 
Davis blev den första man att vinna två olympiska guld på 400 meter häck (1956 och 1960). Den andra som lyckades med bedriften var Edwin Moses. Vid OS i Rom 1960 var han även med i det amerikanska stafettlag som vann guld på 4 x 400 meter. 
Han satte det sista av IAAF erkända världsrekordet på 200 meter häck med tiden 22,5 den 20 augusti 1960 i Bern.
Efter att han hade avslutat sin friidrottskarriär spelade Davis amerikansk fotboll med Detroit Lions. 